# Rouhollah Hejazi
Rouhollah Hejazi (persa: روح‌الله حجازی, nascut el 1986) és un guionista, productor i director de cinema iranià.

## Filmografia

### Pel·lícules
| Any  | Títol                            | Director | Guionista | Productor | Notes                                                      |
| ---- | -------------------------------- | -------- | --------- | --------- | ---------------------------------------------------------- |
| 2008 | Among the Clouds                 | Sí       | No        | No        | projectada al 26è Festival Internacional de Cinema de Fajr |
| 2012 | The Private Life of Mr. & Mrs. M | Sí       | No        | No        |                                                            |
| 2014 | The Wedlock                      | Sí       | No        | No        |                                                            |
| 2015 | Death of the Fish                | Sí       | Sí        | Sí        |                                                            |
| 2016 | Never                            | Sí       | Sí        | No        |                                                            |
| 2018 | The Dark Room                    | Sí       | Sí        | Sí        | projectada al 36è Festival Internacional de Cinema de Fajr |
| 2021 | Roshan                           | Sí       | Sí        | Sí        | projectada al 39è Festival Internacional de Cinema de Fajr |

## Premis
Va guanyar al premi al millor guió de la secció Panorama a VII edició de l'Asian Film Festival Barcelona.